# هجوم الخثلة
هجوم الخثله تشير إلى عملية عسكرية شنتها القوات الخاصة الأمريكية، في محافظة مأرب اليمنية. وقع الهجوم في قرية الخثلة.

## خلفية
وقعت الغارة بعد أربعة أيام من قيام وزارة الخزانة الأمريكية بإضافة إثنين من  زعماء القبائل كارهابيين عالميين لدعمهم تنظيم القاعدة في جزيرة العرب، وهم هاشم محسن عيدروس الحميد، وخالد علي مبخوت العرادة.
في الاتهام تم تحديد هاشم كـ "زعيم قبلي في اليمن" عمل بانتظام لمساعدة تنظيم القاعدة في جزيرة العرب في توفير الأسلحة والمال."
ووصف العرادة بأنه “شيخ قبلي، ومسؤول كبير في تنظيم القاعدة في شبه الجزيرة العربية في اليمن، ويسهل الدعم المالي للقاعدة في شبه جزيرة العرب، ليشمل الدعم لقيادة تنظيم القاعدة في شبه الجزيرة العربية.” وأتهم بأنه «يدير معسكرات القاعدة».

## الهدف من الغارة
قال مسؤولون أمريكيون إن الهدف من الغارة هو الاستيلاء على معلومات هامة محتملة من المجمع، وهي عادة ما تكون أجهزة إلكترونية مثل الحواسيب والأقراص الصلبة والهواتف الخلوية، ولم يكن الهدف لقتل شخص معين أو القبض عليه. ولا يعرف إذا تمكنت تلك القوات من الاستيلاء على المعلومات التي أرادوها من الغارة.